# 福嶌才治
福嶌 才治（ふくしま さいじ、1865年3月25日 - 1919年）は、美濃国大野郡居倉村（現・岐阜県瑞穂市居倉）出身の農業技術者。福島 才治とも表記される。甘柿の品種である「富有」の生みの親である。

## 経歴

### 青春時代

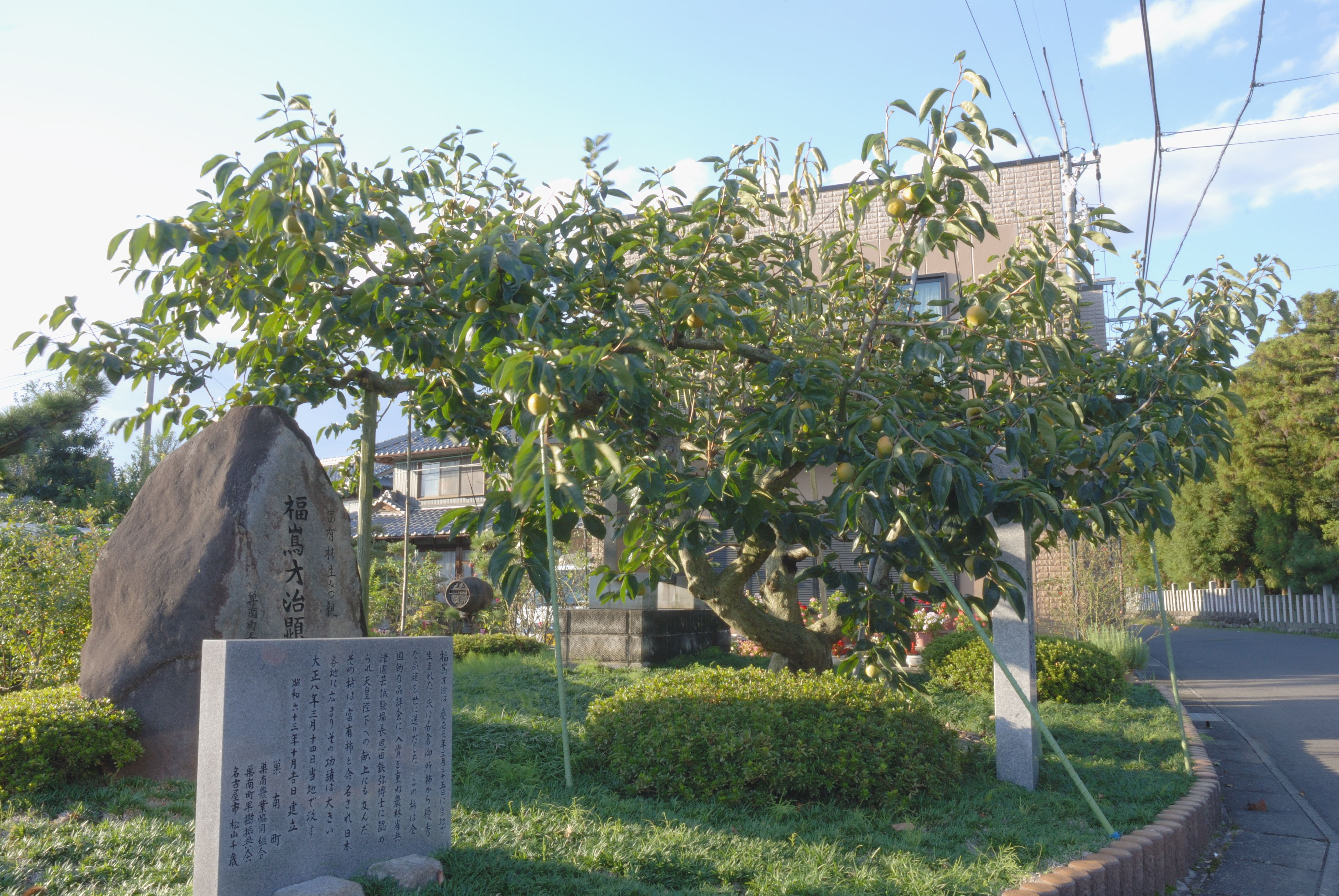
富有柿原木と福嶌才治顕彰碑（岐阜県瑞穂市）

慶応元年（1865年）3月25日、美濃国大野郡居倉村（現・岐阜県瑞穂市居倉）2番地所に生まれた。才治は長男であり、父親は福嶌青紫、母親は福嶌阿さの。父親の青紫は福富家から分家して骨董商を営んでいた。才治は17歳の時に医学を志し、岐阜病院（現・岐阜大学医学部附属病院）の実習生となったが、健康を害したために医者の道を断念した。

### 「富有」
当時の居倉村には居倉御所（御所柿）と呼ばれる甘柿が多数植えられていたが、特に福嶌家に隣接する小倉長蔵が所有する柿の木は形状も風味も優れたものだった。文政3年（1820年）頃に長蔵の祖父ふさの（通称ノブ）が植えたものとされている。1884年（明治17年）、才治は長蔵から柿の木の枝を譲り受け、医学の知識を応用して接ぎ木を試みた。1887年（明治20年）に福嶌家の家督を継ぐと、個体選抜と系統選抜を繰り返し、1892年（明治25年）秋には岐阜市で開催された品評会で一等賞を受賞した。1895年（明治28年）、30歳となっていた才治は富田みさをと結婚した。
1898年（明治31年）に岐阜県農会が主催した展覧会に出品した際には、中国古典『礼記』中庸編の一節「富有四海之内」から取った「富有」という名称を付け、やはり一等賞を受賞した。1899年（明治32年）に岐阜県農会が主催した第1回蔬菜果実品評会でも一等賞を受賞し、岐阜県知事の野村政明に認められたことで、「富有」は岐阜県における柿の奨励品種となった。1903年（明治35年）の第2回蔬菜果実品評会の際には、柿栽培法において才治の恩師でもある恩田鉄弥が審査委員長を務めた。恩田は各部門で一等賞を受賞した品物を宮内大臣と農商務大臣に送ると、特に「富有」が称賛されたため、1904年（明治36年）には明治天皇にも献上された。
才治は農地を所有していなかったため柿農家ではなかったが、「富有」の宣伝や普及に努めた。明治末期には在来種から「富有」に切り替える農家が増え、特に本巣郡郡府村一帯が「富有」の産地となった。明治末期から大正期にかけて、遠くは東北地方・九州・朝鮮からも穂木の注文があった。1919年（大正8年）、才治は55歳の時に死去した。

### 死後
1929年（昭和4年）には「富有」の原木が天神神社の脇に移された。1972年（昭和47年）10月、岐阜県富有柿振興大会の際には原木の隣接地に「富有柿発祥の地」の石碑が建立された。1980年（昭和55年）には原木が「富有柿の母木」として巣南町（現・瑞穂市）指定天然記念物に指定された。1988年（昭和63年）10月31日、巣南町によって「福嶌才治顕彰碑」が建立された。